# 飯沼長継
飯沼 長継（いいぬま ながつぐ）は、戦国時代から安土桃山時代にかけての武将。織田氏の家臣。美濃国池尻城主。身長が高く目が大きかったため、織田信長の命で蛇の目を家紋にしたと伝わる。

## 略歴
はじめ斎藤氏に仕えた。家督を継承した後に池尻城主となり、元亀元年（1570年）の姉川の戦いにおける浅井氏の横山城への攻撃や、同年の朝倉氏との堅田の戦いで戦功をたてた。この際、一族の飯沼長宗らが戦死している。また、信長に従い長島一向一揆や越前一向一揆にも従軍した。
天正10年（1582年）の本能寺の変後、長継は羽柴秀吉に仕えて織田信孝と対決する姿勢を示し、翌年の天正11年（1583年）4月17日に、秀吉から大刀一振と黄金を与えられた。しかし、秀吉に信孝との内通の疑いをかけられ、大垣城にて処刑された。居城は没収され、子の長実は織田秀信に仕えた。